# 正木時茂 (正木時綱子)
正木 時茂（1513年-1561年）戰國時代的武將。里見氏家臣。

## 生涯
1513年（永正10年）出生，為正木時綱之子。1533年（天文2年）里見氏內部爆發稻村之變，父親時綱與兄長均戰死，因而繼任家督（一說時茂當時負傷逃出）。時茂槍術優異，有槍大膳的稱號。
起初擔任里見義堯的寄騎，1534年（天文3年）跟隨討伐里見義豐（犬掛合戰），勝利後的義堯，改以位於上總國的金谷城為根據地。翌年北条氏綱與扇谷上杉家爭戰之際，擔任北条方的援軍。之後里見氏與北条氏關係惡化，1538年（天文7年）第一次國府台之戰時，參加里見方。
之後，由於同族的内房正木氏叛逃至北条方，且上總武田氏勢力衰退，因此將根據地自西上總金谷城，移往安房國朝夷郡，便於經略東上總國。1542年（天文11年），攻略勝浦城。1544年（天文13年）討伐真里谷朝信，將其所領小田喜城（後稱大多喜城）奪取成為居城。1561年初，上杉輝虎（謙信）關東出陣之際，跟隨里見義弘嫡男里見信茂參戰。
1561年（永禄4年）4月7日去世。